# Nouvelle Revue Française

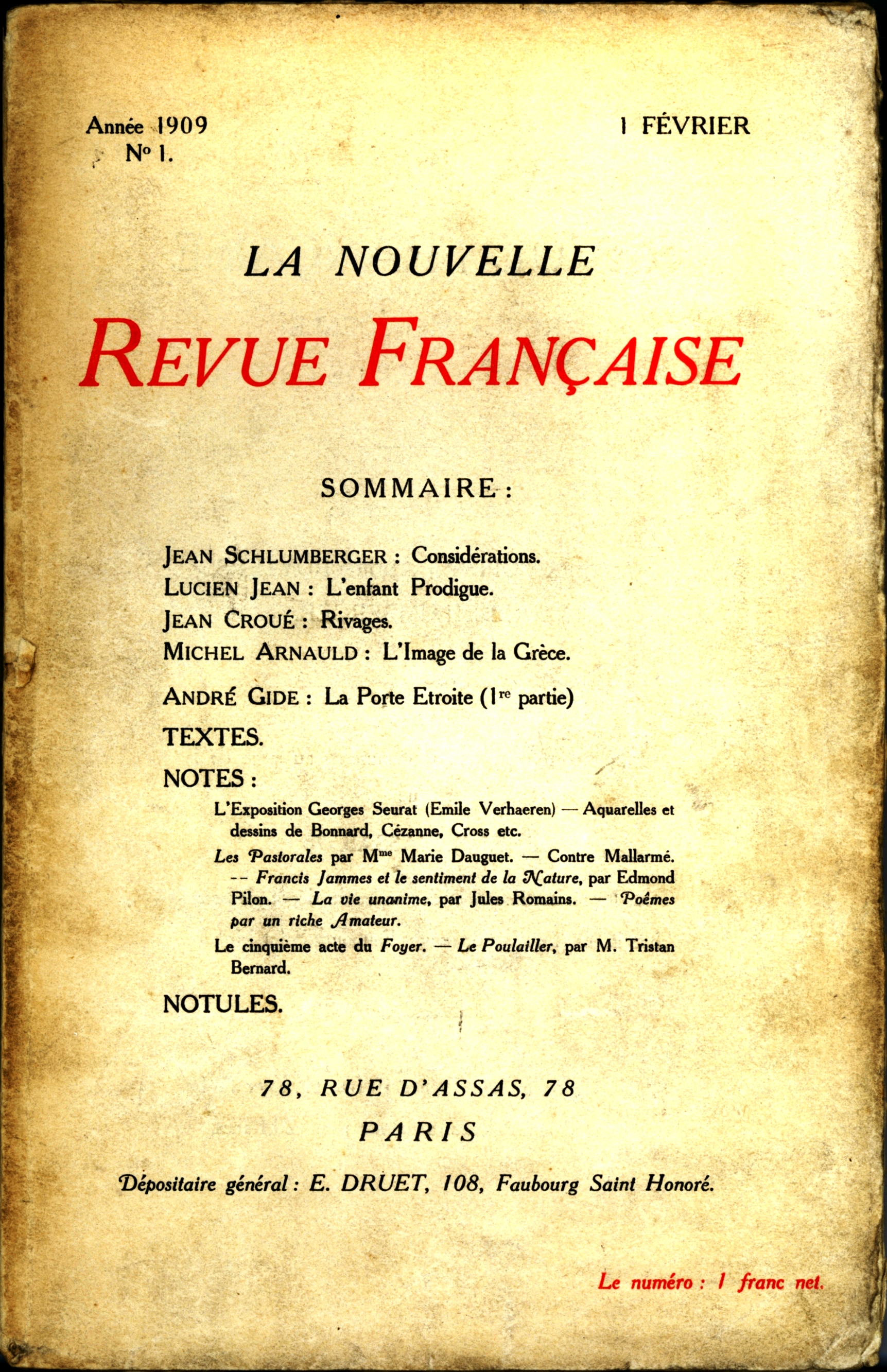
Nouvelle Revue Française

La Nouvelle Revue Française é uma revista literária com sede na França. Na França, é muitas vezes referido como o NRF.

## Histórico e perfil

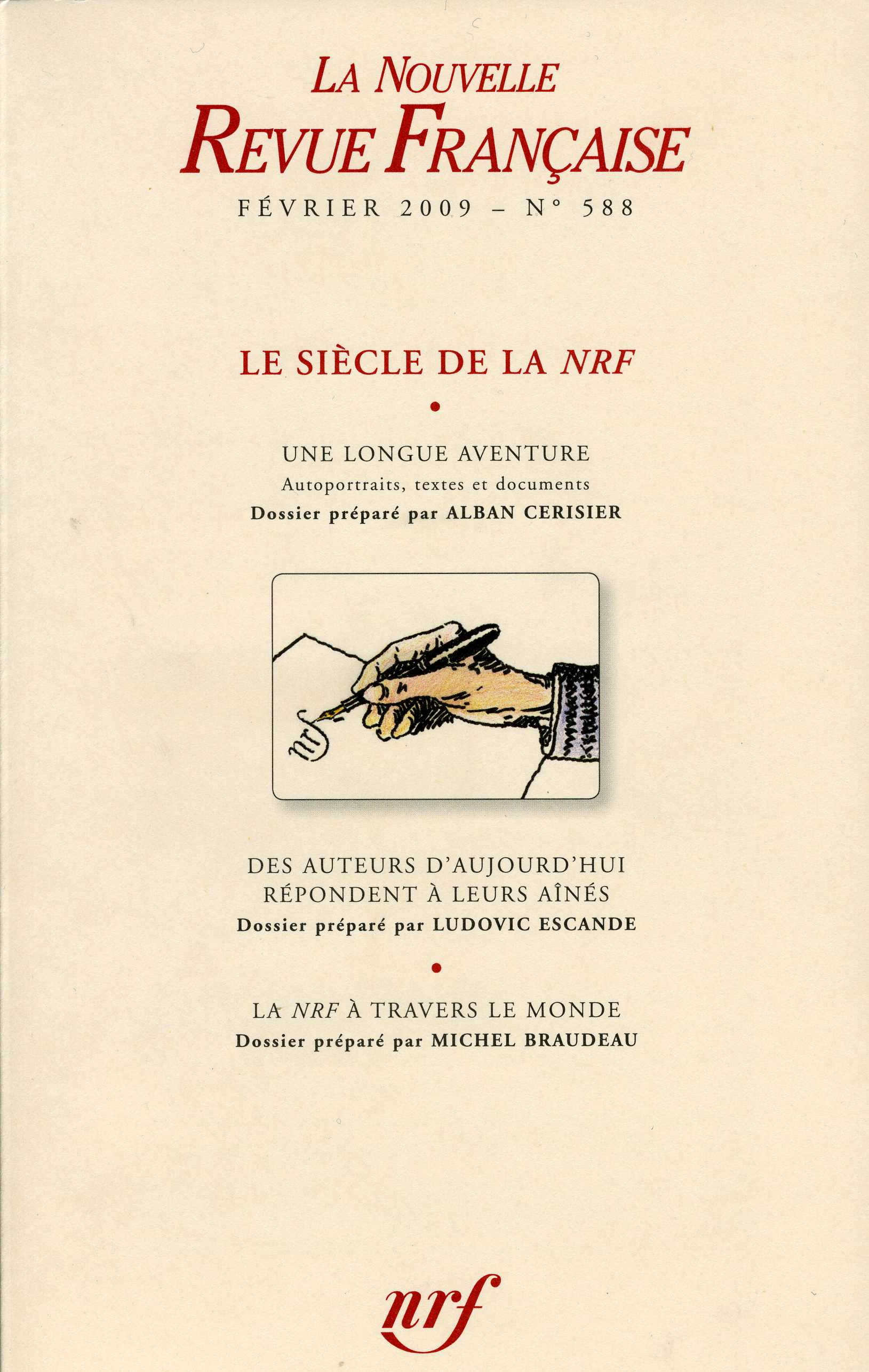
Exemplar da revista na sua edição de fevereiro de 2009, comemrativa do centenário, intitulada "o seculo da NRF, uma longa aventura"

A revista foi fundada em 1909 por um grupo de intelectuais como André Gide, Jacques Copeau e Jean Schlumberger. Foi estabelecido 'em oposição a outras instituições culturais mais estabelecidas, principalmente a Académie Française e suas redes associadas.
Em 1911, Gaston Gallimard tornou-se editor da revista, o que levou à fundação da editora, Éditions Gallimard. Durante a Primeira Guerra Mundial sua publicação parou. A revista foi relançada em 1919.
Escritores consagrados como Paul Bourget e Anatole France contribuíram para a revista desde seus primeiros dias. A influência da revista cresceu até que, no período entre guerras, se tornou a principal revista literária, ocupando um papel único na cultura francesa. As primeiras obras publicadas de André Malraux e Jean-Paul Sartre foram nas páginas da Revue.
Durante a ocupação na segunda guerra mundial Gide e General de Gaulle deram a bênção explícita a l'Arche, uma revista literária criada por Jean Amrouche e editada por Edmond Charlot. Isso se tornou efetivamente a substituição da NRF na França Livre (a Argélia foi a primeira parte da França a ser libertada). L'Arche começou em 1944 (edições 1-6) e terminou em 1947 (edições 23-27). Montreal, Tânger e Argel neste período tornaram-se centros literários francófonos substituindo Paris. Após a libertação de toda a França, a NRF foi banida por colaboracionismo, mas reabriu em 1953 (inicialmente com um "novo" título: La Nouvelle Nouvelle Revue Française). A revista foi mensal por muitos anos, mas atualmente é trimestral.